# Flugplatz Hagen Hof-Wahl

i7
i11
i13
Der Flugplatz Hagen Hof-Wahl ist ein Sonderlandeplatz im Gebiet der kreisfreien Stadt Hagen in Nordrhein-Westfalen. Er wird durch den Fliegerclub Mark e. V. betrieben.

## Lage
Der Flugplatz liegt etwa 6,5 km südwestlich von Hagen.

## Flugbetrieb
Der Flugplatz dient ausschließlich der Nutzung durch Vereinsmitglieder des Fliegerclub Mark e. V. Nicht am Platz stationierte Luftfahrzeuge dürfen nur in Ausnahmefällen mit einer Außenstart- und -landeerlaubnis der zuständigen Luftfahrtbehörde am Platz verkehren. Der Flugplatz ist zugelassen für Motorflugzeuge bis 1500 kg höchstzulässiger Abflugmasse, Drehflügler bis 3500 kg höchstzulässiger Abflugmasse und Motorsegler bis 1500 kg höchstzulässiger Abflugmasse.

## Geschichte
Der Flugplatz Hagen Hof-Wahl wurde am 15. März 1960 für Motorflugzeuge bis 1500 kg höchstzulässiger Abflugmasse genehmigt. Die Genehmigung wurde am 6. Januar 1969 neugefasst und um Drehflügler bis 3500 kg höchstzulässiger Abflugmasse und Motorsegler bis 1500 kg höchstzulässiger Abflugmasse erweitert. Die aktuell gültigen Start- und Landebahnen wurden am 11. August 2003 genehmigt.